# Mária Zakariás
Mária Zakariás, född den 28 december 1952 i Budapest, Ungern, är en ungersk kanotist.
Hon tog OS-brons i K-2 500 meter i samband med de olympiska kanottävlingarna 1980 i Moskva.